# Szublimációs nyomtatás
A szublimációs nyomtatás és hőszublimációs transzfernyomtatás egy 1957 óta használt technológia a nyomtatásban, amely a festéket szublimációs eljárással viszi fel a nyomtatandó felületre. A technológiát főleg jó minőségű fényképészeti nyomtatásra használják. Ugyanakkor 100% pamut, bőr, illetve kezeletlen (speciális szublimációs lakkal való bevont) üveg-, fém-, fa- és kerámia alapanyagokra nem lehet szublimációs tintával nyomtatni.

## Technológia
Lényege a speciális szublimációs, azaz hőérzékeny festékek használatán alapszik, melyek kémiai tulajdonságuk szerint megfelelő hő (kb. 150 °C felett) és nyomás hatására az alapanyag strukturális részévé válik a festék gőzének beszivárgásával és megtapadásával, tökéletesen kitapinthatatlanná és ellenállóvá téve azt, szemben más transzfer eljárásokkal, melyek csak a felületre viszik fel a festéket. A szublimációs nyomtatás elengedhetetlen kelléke a festék hordozója, azaz a szublimációs papír, mely a direkt felvitelű és hőprés használatát igénylő hőszublimációs nyomtatásnál nem kell.
A szublimációs nyomtatással dekorált szilárd tárgyak nyomtatott felülete ugyanolyan fényes és sima marad mint a nem nyomtatott részén, vagy textilek esetében a műszálas anyagok nyomott felülete ugyanolyan lágy esésű és fényű marad mint a nem nyomtatott részeken.
A szublimációs nyomtatás és hőszublimációs transzfernyomtatás előnyei:
- a képalkotás folyamatos és nem hámlik a nyomtatott kép
- a festék nem halmozódik fel a nyomtatott alapanyagon
- a színek rendkívüli élénkek, élethűek
- valódi folyamatos színárnyalatokat lehet elérni digitális utómunka vagy speciális technikák (pl. félig szitanyomás) használata nélkül, melyek megegyeznek a fényképezett színárnyalatokkal
- a nyomtatási felület teljes felületet lefed, nem maradnak meg margók a széleken
- mivel a szublimációs festék nem csak az alapanyag felületén, hanem annak pórusaiban is megtalálható, jobban ellenáll a tisztításnak és a mosásnak

Hátrányai:
- a nyomtatott kép napsütés hatására elég hamar elhalványulhat
- lassú a nyomtatási sebesség
- a nyomtatott felület minden gyűrődése ún. „üres” foltot hagy
- csak a megfelelő „szublimációs alapanyagokra” használható.
- az eljárás csak fehér vagy világos felületen használható, mert csak a festék transzferálódik

## Felhasználása
Korábban a szublimációs/hőszublimációs nyomtatás ipari- vagy kereskedelmi nyomdai felhasználásra korlátozódott. A szublimációs fényképnyomtatást pedig az orvosi képalkotás, grafika próbanyomat, a biztonsági és médiasugárzó rendszerekhez kapcsolódó alkalmazásoknál használták.
Az első otthoni nyomtatásra alkalmas szublimációs nyomtatókat az Alps Electric készítette el, melyek az 500 USD és 1000 USD árkategóriában mozogtak, ezzel a szublimációs technológia elérhető lett a szélesebb közönség számára. Jelenleg már olyan cégek is kínálnak akár 100 dollárért is szublimációs nyomtatót, mint a Canon, Sony, Sagem, HiTi Digital Inc., DNP Fotolusio, Mitsubishi Electric és a Kodak. Ezért az árért már képeslap-méretű képet nyomtató mobil fotónyomtatót lehet venni.

### Fényes papírok
A fényes, illetve fotópapírra nyomtatott képek szublimációs eljárással a jobb minőségnek és ellenállóságnak köszönhetően több helyen is kiszorította a hagyományos nyomtatásokat, mint például az igazolványképek nyomtatásánál (akár direkt a plasztikkártyára is). A HiTi Digital Inc. és a Sony márkájú fotófülkék és a digitális képek nyomtatására alkalmas automaták egy ideje ilyen, szublimációs nyomtatókkal vannak felszerelve.
Az asztali szublimációs nyomtatók rendezvények, események fotósainak lett a kedvence, mivel a nyomtatók azonnali, jó minőségű előhívó képessége lehetővé teszi a fotósoknak, hogy helyben értékesítse az adott eseményen/rendezvényen készített fényképeit, és ehhez a minimális hardvert kell magával hordoznia.

### Textilanyagok
A textilanyagoknál (poliészter vagy egyéb szintetikus anyag) kifejezetten hőszublimációs transzfernyomtatást alkalmaznak, amely alapanyagokat a technológia széles körű elterjedése előtt elektrosztatikus nyomtatási technológiával nyomtattak. Ezzel a technológiával ma már polókat, molinókat, asztalterítőket, sportruházatot és zászlókat nyomnak.

### Egyéb hordozók
A nyomtatható tárgyak változatos alapanyagúak (fém, fa, porcelán vagy üveg) és formájúak lehetnek, de előfeltétele a rájuk felvihető szublimációs nyomásnak a speciális lakk bevonattal ellátás, előkezelés. Ajándéktárgyak nyomtatásánál (pl. saját fénykép felvitele bögrére, pohárra vagy polóra) kedvelt procedúra, figyelembe véve pár perces – felület nagyságától függő – elkészítési idejét, illetve a nyomat tartósságát.

## Technikai részletek
A nyomtatási sebessége a úgy a szublimációs, mint a hőszublimációs nyomtatóknak korlátozott, mivel maga a folyamat a nyomtatófej termikus változásaihoz kötött, amelynek hője a festék felviteléhez szükséges. A folyamatban a fej melegítése (a sötétebb színek nyomtatásához) a könnyebbik rész, mivel azt elektromos árammal könnyedén meg lehet tenni, de a hűtési folyamat (a világosabb színek nyomtatásához) több időt vesz fel, még ha a nyomtatófej ventilátorral vagy direkt rácsatlakoztatott hűtőegységgel is rendelkezik. Ezt a problémát az újabb nyomtatóknál úgy küszöbölték ki, hogy több nyomtatófejet építettek beléjük (a leggyakoribb a nyolc nyomtatófejes – dupla CMYK vagy CMYO színtér – lépcsőzetes elrendezésben), így amíg az egyik fej lehűl, addig a másik folytatja a nyomtatást. A nyomtatási idő a különböző típusú szublimációs/hőszublimációs nyomtatóknál változó, egy tipikus olcsó otthoni használatra való hőszublimációs nyomtató egy 6"x4"-es méretű fényképet 45-90 másodperc alatt nyomtat ki. A modern ipari festékszublimációs nyomtatók jelentős fejlődésen mentek keresztül, és ma már átlagosan 60–150 m²/óra sebességre is képesek (az EPSON SC-F11000 akár 255 m²/órás sebességre is), miközben megőrzik a magas, fotóminőségű felbontást (jellemzően 1200 dpi körül).
Akár otthoni, akár professzionális nyomtatót használunk, bármely felületre nyomtatott kép teljesen száraz, amikor kiadja a nyomtató.
Az eljárásban kétféle tintatípust használnak. Az egyik – és egyúttal a népszerűbb – a víz alapú szublimációs tinta, amely használható asztali és nagy formátumú lapokat kezelő nyomtatóknál is. A másik, az oldószeres szublimációs tinta, melyet XAAR, Spectra és Konica nyomtatófejes széles formátumú nyomtatóknál használnak.
A digitális nyomtatás gyors fejlődésének köszönhetően, a szublimációs tinták egyre népszerűbbek a különböző szövetekre nyomott digitális tintasugaras nyomtatásban, de továbbra is probléma, hogy a nyomtatott felületek az erős fényt nem, vagy korlátozottan viselik el, és alig pár hónap után már a nyomatok fakulhatnak.
A professzionális festékszublimációs nyomtatók kiváló nyomtatási minőséget, biztosítanak, pontosabban 720x1440 dpi, illetve 1440x1440 dpi felbontású nyomatot lehet velük készíteni.

### Mi a különbség a Direkt termál és a Thermál transzfer nyomtatás között?
A hőszublimációs eljárásban két nyomtatási módszer létezik: Direkt termál (közvetlen hő)- és Thermál transzfer (hőátadás). Mind a két módszer thermál nyomtatófejet használ, amely a tekercses etikett címke felületére hat. A Termál transzfer nyomtatás fűtött festékszalagot használ, hogy tartós és hosszú élettartamú címkeképet készítsen a különböző tekercses címke alapanyagokon. A szalagot közvetlen hőnyomtatásban (Direkt termál) nem használják, mert ebben az esetben közvetlenül a nyomtatott tekercses alapanyag hordozza a festékanyagot. A közvetlen hőközeg (Direkt termál) érzékenyebb a fényre, a hőre és a kopásra, ami csökkenti a nyomtatott anyag élettartamát.

## Fordítás
- Ez a szócikk részben vagy egészben  a   Dye-sublimation printer című angol Wikipédia-szócikk fordításán alapul.  Az eredeti cikk szerkesztőit annak laptörténete sorolja fel. Ez a jelzés csupán a megfogalmazás eredetét és a szerzői jogokat jelzi, nem szolgál a cikkben szereplő információk forrásmegjelöléseként.